# 御嵩町立上之郷中学校
御嵩町立上之郷中学校（みたけちょうりつ かみのごうちゅうがっこう）は、可児郡御嵩町にある公立中学校。
校区は井尻、北切、川南、平、宿、美佐野、次月、津橋、前沢、謡坂、小原、西洞、谷、綱木、大久後、小和沢であり、上之郷小学校の児童が進学する。

## 沿革
- 1947年（昭和22年）4月 - 可児郡上之郷村に上之郷村立上之郷中学校として開校。校舎は旧・上之郷青年学校の校舎と、上之郷小学校の校舎の一部を使用。
- 1951年（昭和26年） - 校舎を増築。
- 1955年（昭和30年）2月1日 - 御嵩町、伏見町、中町、上之郷村が合併し、御嵩町となる。同時に御嵩町立上之郷中学校に改称する。
- 1961年（昭和36年） - 新校舎（鉄筋コンクリート造）が完成。
- 1963年（昭和38年） - 校舎を増築。

## 参考資料
- 御嵩町史　通史編下　（1990年　御嵩町史編纂委員会）